# Kirghizoleon cubitalis
Kirghizoleon cubitalis är en insektsart som beskrevs av Krivokhatsky och Zakharenko 1994. Kirghizoleon cubitalis ingår i släktet Kirghizoleon och familjen myrlejonsländor. Inga underarter finns listade i Catalogue of Life.